# Harrison Township (comté d'Adair, Iowa)
Pour les articles homonymes, voir Harrison Township.
Harrison Township est un township, du comté d'Adair en Iowa, aux États-Unis. Il est fondé en 1856.